# Catedral da Santíssima Trindade (Adis Abeba)
A Catedral da Santíssima Trindade (em amárico: Kidist Selassie) é uma igreja ortodoxa etíope localizada em Adis Abeba, Etiópia.